# Gerhard Hüsch
Gerhard Heinrich Wilhelm Fritz Hüsch, född 2 februari 1901, död 21 november 1984 var en tysk opera- och konsertsångare (baryton).
Gerhard Hüsch övergick efter att ha varit skådespelare till operascenen och sjöng bland annat vid stadsteatrarna i Bremen och Köln, i Bayreuth och 1930–1935 vid Deutsches Opernhaus i Berlin. Senare verakde Hüsch mest som romanssångare och kom att ses som en av sin samtids främsta tolkare av tyska lieder. Under en mängd konsertresor sjöng Hüsch ofta i Sverige, bland annat på Kungliga Teatern.